# سیارک ۱۳۸۵۳
سیارک ۱۳۸۵۳ (به انگلیسی: 13853 Jenniferfritz، نامگذاری:1999XR96) سیزده هزار و هشتصد و پنجاه و سومین سیارک کشف شده‌است که در ۷ دسامبر ۱۹۹۹ کشف شد.
قدر مطلق سیارک برابر ۱۷.۰ است.